# Canadese federale verkiezingen 2008
De Canadese federale verkiezingen van 2008 werden op 14 oktober 2008 worden gehouden. De Canadese bevolking stemde toen voor alle 308 zetels van het Lagerhuis.
De verkiezingen werden op 8 september uitgeschreven nadat minister-president Stephen Harper om ontbinding van het parlement had gevraagd. Hij bracht een bezoek aan gouverneur-generaal Michaëlle Jean, die de verkiezingen vervolgens uitschreef.
Vlak voor de verkiezingen kreeg premier Harper kritiek over zich heen van de oppositiepartijen vanwege de volgens hen te terughoudende aanpak van de internationale crisis. Harper voerde hier tegenin dat leiderschap betekent dat men niet onnodig ingrijpt ten behoeve van korte-termijn resultaten. Ook was volgens hem de financiële situatie in Canada stabieler dan die in de Verenigde Staten.
"We gaan ons niet in een situatie begeven zoals in de VS, door in paniek te slaan en elke dag een nieuw plan af te kondigen", zo zei Harper over de financiële crisis. Hij noemde de toestand op de Canadese kredietmarkt stabiel door voorzorgen die op tijd waren genomen, zei dat de banken over voldoende kapitaal beschikken en dat het aantal banen weer toeneemt. Spaarders zagen hun geld in rook opgaan en de beurs van Toronto kende ook zware verliezen. De oppositie beschuldigde de regeringsleider ervan, "helemaal geen voeling meer te hebben" met de zorgen van zijn landgenoten. "Wij hebben een kapitein die slaapt aan het roer", zei Dion. Hij beloofde binnen de dertig dagen na de verkiezingen een top van experts te beleggen om de financiële crisis actief te lijf te gaan.
Uit een parlementair rapport bleek dat de kosten voor de - bij een meerderheid van de bevolking niet geliefde - militaire inspanningen in Afghanistan zowat dubbel zo hoog liggen als de regering had aangegeven.
Opinie peilingen in de laatste week voor de verkiezingen gaven een variërend beeld te zien met een verschil van 5-10% tussen de Conservatieven en de Liberalen. Over het algemeen gaven deze peilingen een Conservatieve overwinning aan weliswaar met wederom een minderheids mandaat.

## Resultaat
De verkiezingen werden gewonnen door de Conservatieve Partij. Ze wisten desondanks geen meerderheid te behalen.
Harper had gehoopt dat zijn partij een meerderheid zou behalen door in Quebec te groeien, maar daar bleef de partij op 10 zetels steken. Het Bloc Québécois behaalde in de Franstalige provincie twee derde van het aantal zetels.
In Ontario behaalde de Conservatieve Partij haar grootste winst door 51 zetels te behalen, een winst van 11 ten opzichte van 2006. De Liberalen daalde in Ontario van 54 naar 38 zetels. Ten westen van Ontario werden de Liberalen tot 7 zetels gereduceerd terwijl de Conservatieven er 71 veroverden. De overige 14 zetels van Manitoba, Saskatchewan, Alberta en British Columbia gingen naar de NDP.
De Conservatieven behaalden in totaal 143 zetels. Voor een meerderheid waren 155 zetels nodig in het 308 zetels tellende Lagerhuis. De Liberalen behaalde in totaal 76 zetels, met name in de stedelijke centra van Montreal en Toronto. De NDP won 37 zetels en 2 zetels werden door onafhankelijke kandidaten veroverd.
Canada heeft een electoraal stelsel van kiesdistricten vergelijkbaar met dat van het Verenigd Koninkrijk. Om een zetel te winnen moet een kandidaat het grootste aantal stemmen halen in zijn of haar kiesdistrict; dat hoeft geen meerderheid te zijn.
Harper beloofde na het uitroepen van de overwinning samen te willen werken met de oppositie om de economische problemen te lijf te gaan. "De Canadezen hebben gestemd en hun oordeel gegeven. Ze hebben aangegeven hoe het land verder moet", aldus Harper tegenover enthousiaste aanhangers in Calgary. De conservatieven zijn er erg trots op dat ze onder de huidige economische omstandigheden zijn herkozen. Canada is het eerste westerse land waar verkiezingen zijn nadat de ernstige financiële crisis was uitgebroken. "Elke regering in de Westerse wereld heeft grote moeilijkheden, wij zijn waarschijnlijk de enige die herkozen wordt en meer stemmen krijgt", aldus het conservatieve parlementslid Jason Kennysi.
In het qua oppervlakte op een na grootste land ter wereld waren 23,4 miljoen mensen kiesgerechtigd. De opkomst was echter de laagste ooit geregistreerd. Volgens de kiescommissie bracht slechts 58,3 procent van de kiesgerechtigden of 13.650.000 mensen hun stem uit. Tijdens de laatste verkiezingen, in 2006, bedroeg de opkomst nog 64,7 procent. In 2004 en 2000 was dat respectievelijk 60,9 en 61,2 procent.
| Partij                      | Stemmen   | Percentage '06 | Percentage '08 | Verschil | Zetels '06 | Zetels '08 | Zetelverschil |
| --------------------------- | --------- | -------------- | -------------- | -------- | ---------- | ---------- | ------------- |
| Conservatieve Partij        | 5.205.334 | 36,27%         | 37,64%         | +1,37%   | 124        | 143        | +19           |
| Liberale Partij             | 3.629.990 | 30,23%         | 26,23%         | -4,0%    | 103        | 76         | -27           |
| Bloc Québécois              | 1.379.565 | 10,48%         | 9,98%          | -0,50%   | 51         | 50         | -1            |
| Nieuwe Democratische Partij | 2.517.075 | 17,40%         | 18,19%         | +0,79%   | 29         | 37         | +8            |
| Groene Partij               | 940.747   | 4,48%          | 6,95%          | +2,47%   | 0          | 0          | -             |
| Onafhankelijken             | 89.524    | 0,55%          | 0,65%          |          | 1          | 2          | +1            |
| Totaal                      |           |                |                |          | 308        | 308        |               |

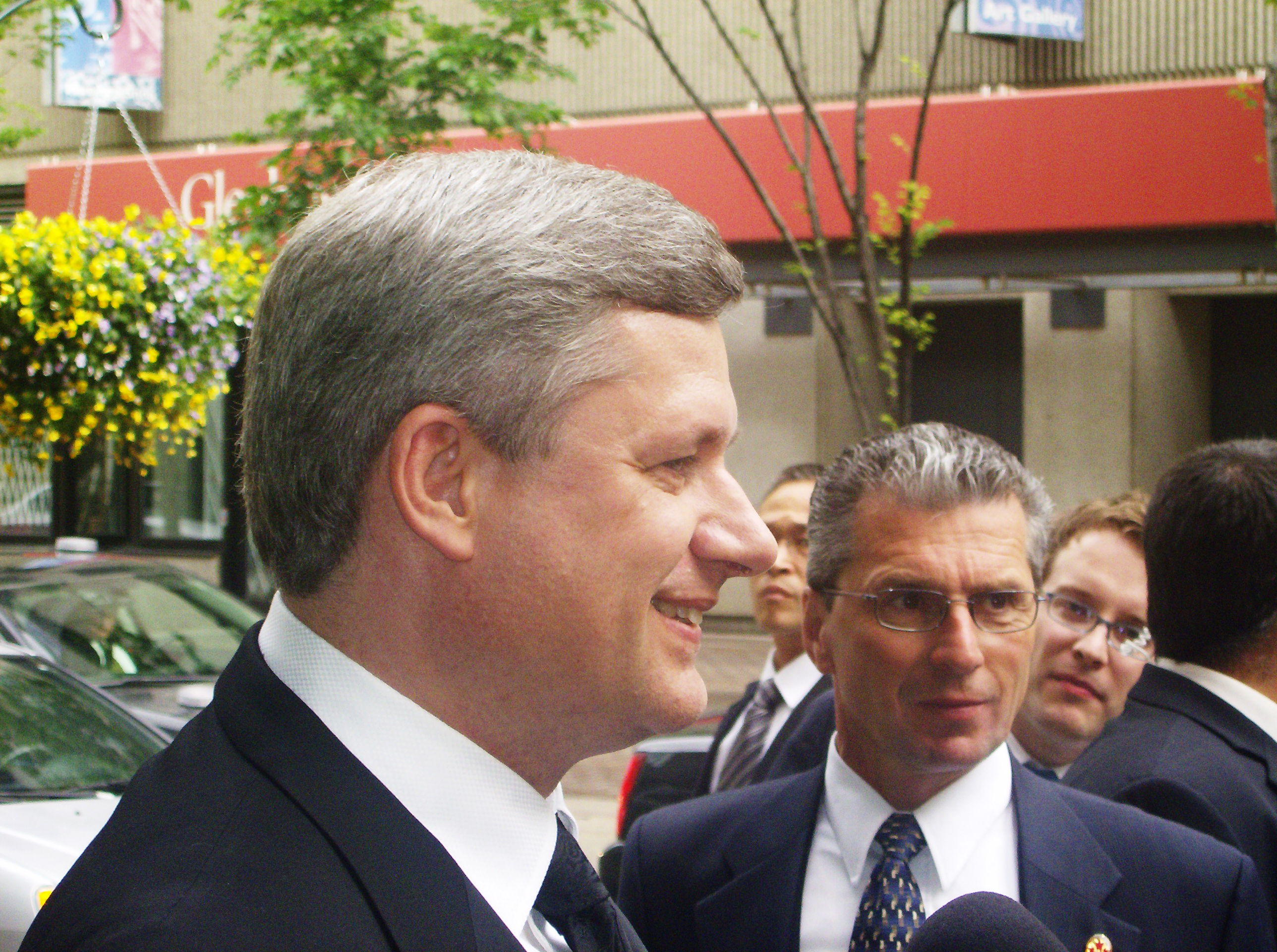
Stephen Harper (Conservatieve Partij)
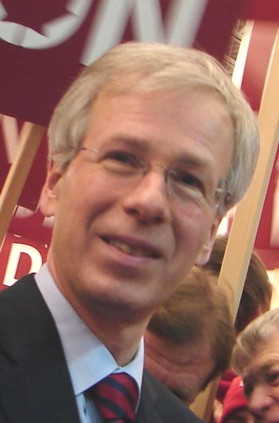
Stéphane Dion (Liberale Partij)
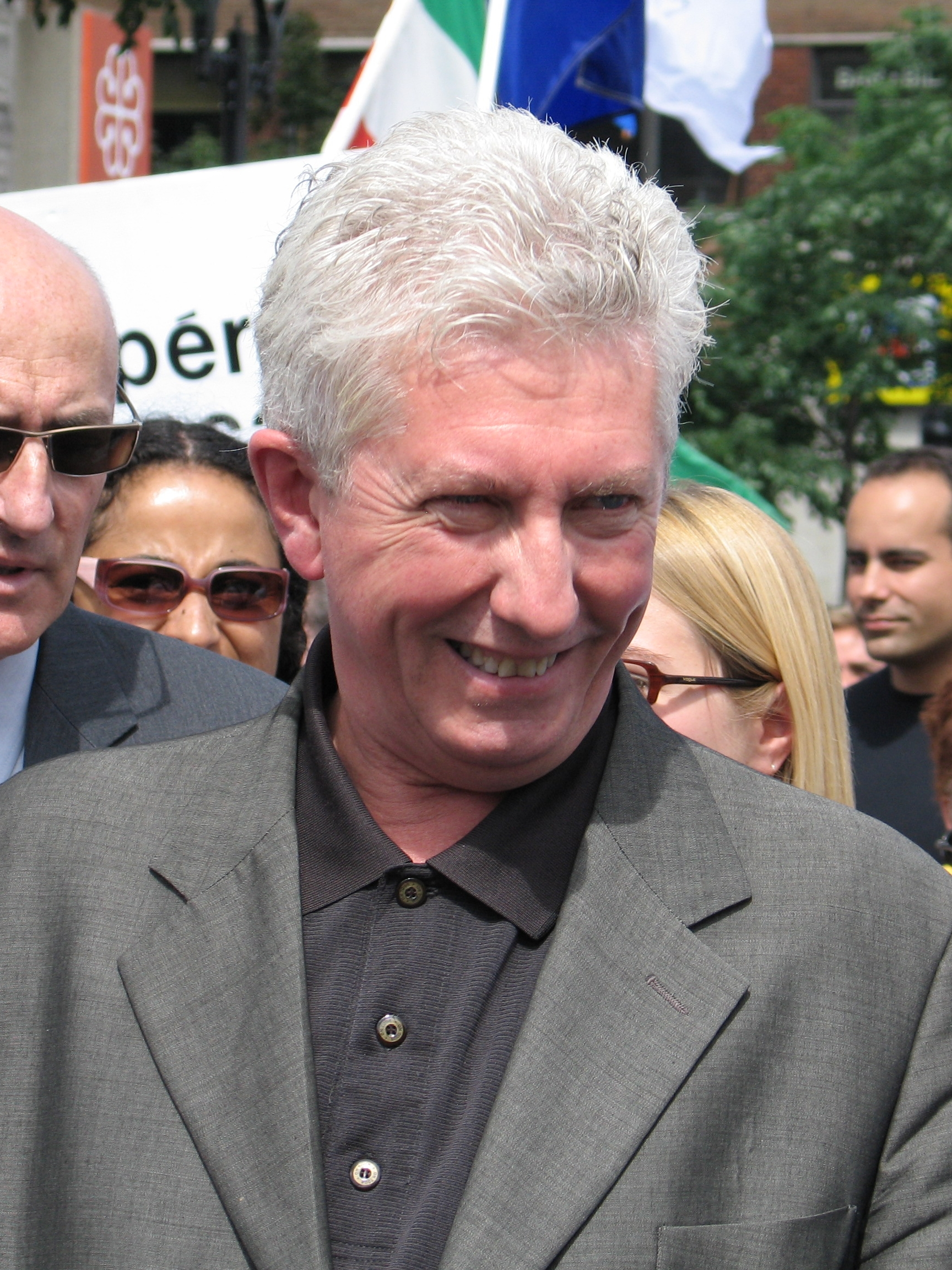
Gilles Duceppe (Bloc Québécois)